# Marcel Van Schil
Marcel Van Schil (Boechout, 11 september 1912 - Edegem, 23 februari 2008) was een Belgisch wielrenner, die alleen bekend werd als winnaar van de Scheldeprijs in 1936 en het nationaal kampioenschap bij de junioren in 1932.

## Resultaten in voornaamste wedstrijden
| Jaar | Gent-Wevelgem | Ronde van Vlaanderen | Omloop Het Volk |
| ---- | ------------- | -------------------- | --------------- |
| 1945 | 15e           |                      |                 |
| 1947 |               | 41e                  | 15e             |